# 金頸唐加拉雀
，是雀形目唐纳雀科的一种鸟类，属于单型的金颈靓唐纳雀属（学名：Chalcothraupis）。它们分布在哥伦比亚、厄瓜多尔、秘鲁、玻利维亚。